# انجمن بین‌المللی آگاهی کریشنا
انجمن بین‌المللی آگاهی کریشنا (انگلیسی: International Society for Krishna Consciousness) که به زبان محاوره ای به جنبش حار کریشنا شناخته می‌شود، یک سازمان مذهبی با مذهب هندوئیسم است. این انجمن در سال ۱۹۶۶ در نیویورک توسط ای. سی. باکتیودانتا سوامی پرابوپادا که توسط پیروانش بعنوان یک رهبر مذهبی پرستیده می‌شد بنیانگذاری شد. اعتقادات اصلی این انجمن بر مبنای کتابهای مقدس سنتی هندو است.

## پیشینه
ظاهر جنبش و فرهنگ آن از سنت گوادیوا وایشناوا گرفته شده که از اواخر قرن ۱۵ میلادی در هند پیروی می‌شد و از اوائل دهه ۱۹۰۰ میلادی در آمریکای شمالی و در دهه ۱۹۳۰ در انگلستان تغییر شکل یافت.

## هدف
این انجمن برای تمرین یوگا تشکیل شد. گروندگان به یوگا افکار و اعمالشان را برای کریشنا، خدای برتر وقف می‌کردند.

## گسترش
انجمن بین‌المللی آگاهی کریشنا در سال ۲۰۰۹ به کنفدراسیونی جهانی با بیش از ۶۵۰ معبد و مرکز، ۶۰ انجمن کشاورزی، ۵۰ مدرسه و ۹۰ رستوران تبدیل شد. سریع‌ترین گسترش آن در سال ۲۰۰۷ در هندوستان بویژه پس از سقوط اتحاد جماهیر شوروی در اروپای شرقی بوده‌است.

## نگارخانه

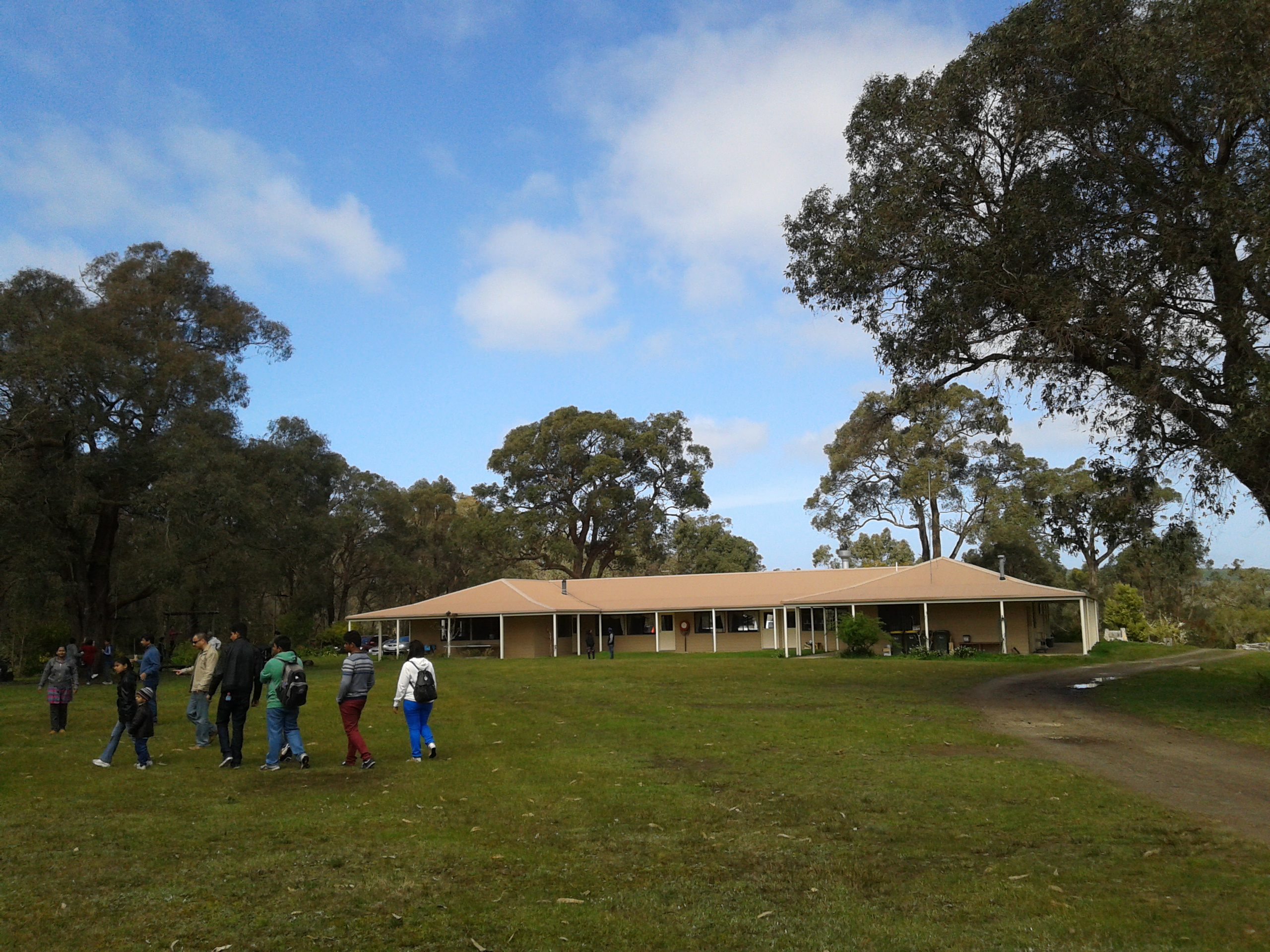
معبد دره کریشنا در نزدیکی ملبورن
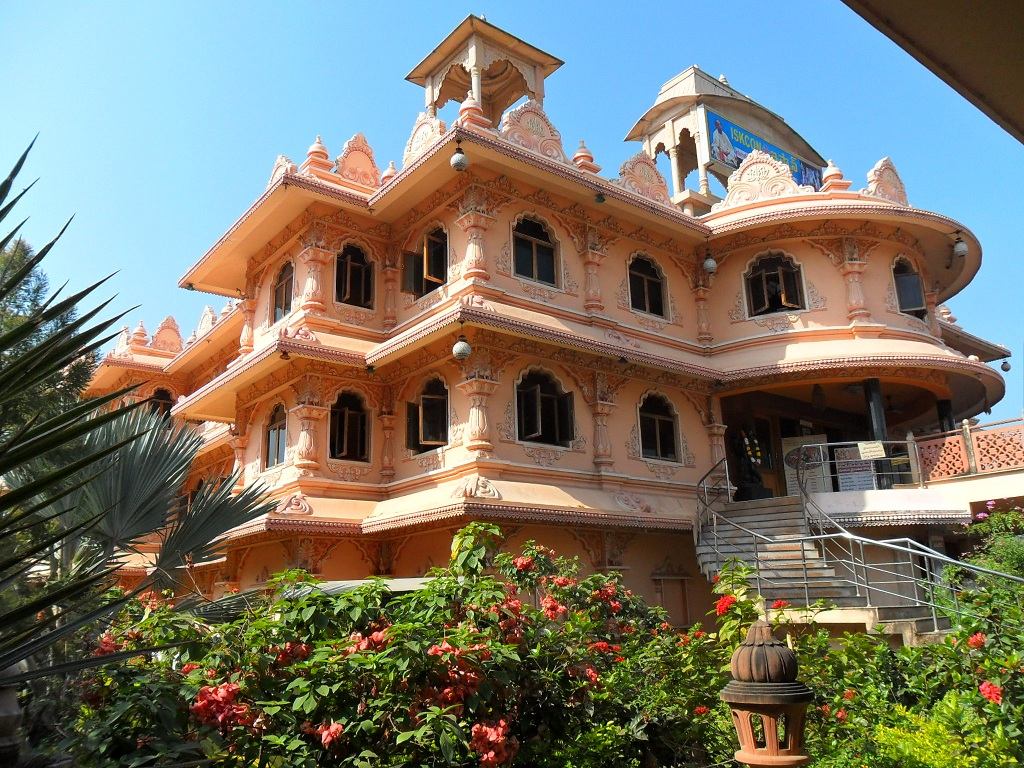
معبد ایسکون در آندرا پرادش، هند
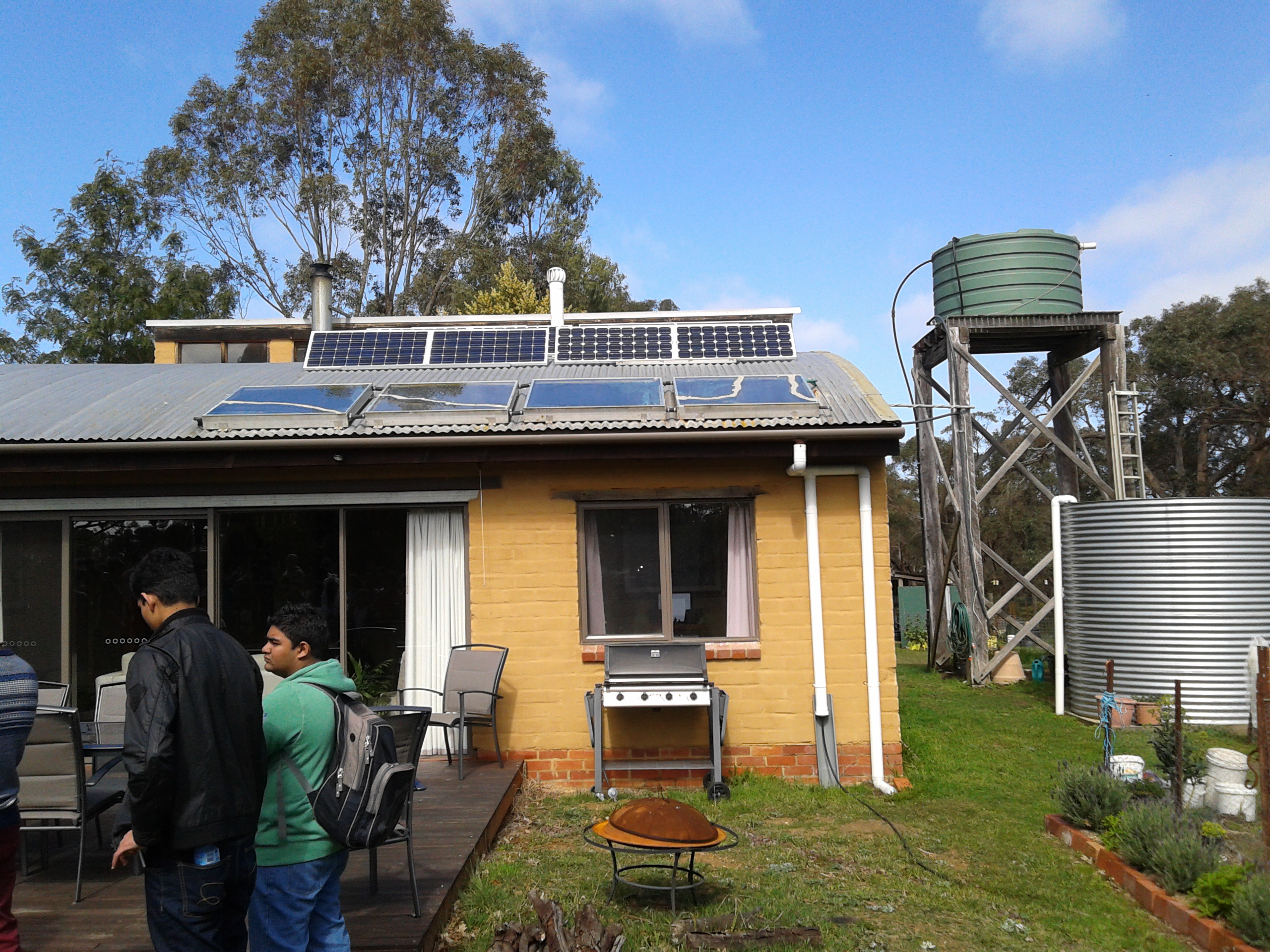
ترویج زندگی پایدار در دره کیشنا در نزدیکی ملبورن
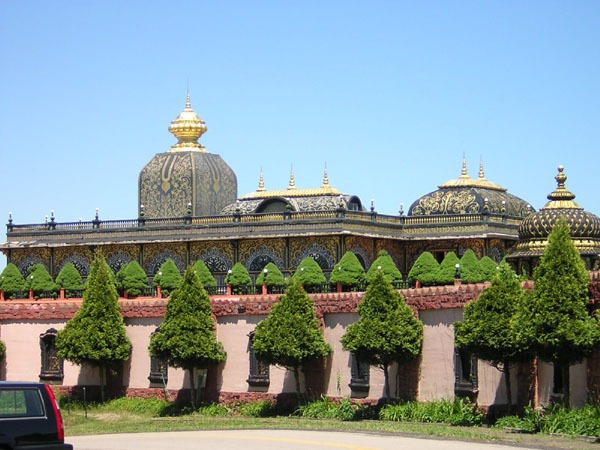
کاخ طلای Prabhupada در نیو وندابان در نزدیکی Moundsville, West Virginia.
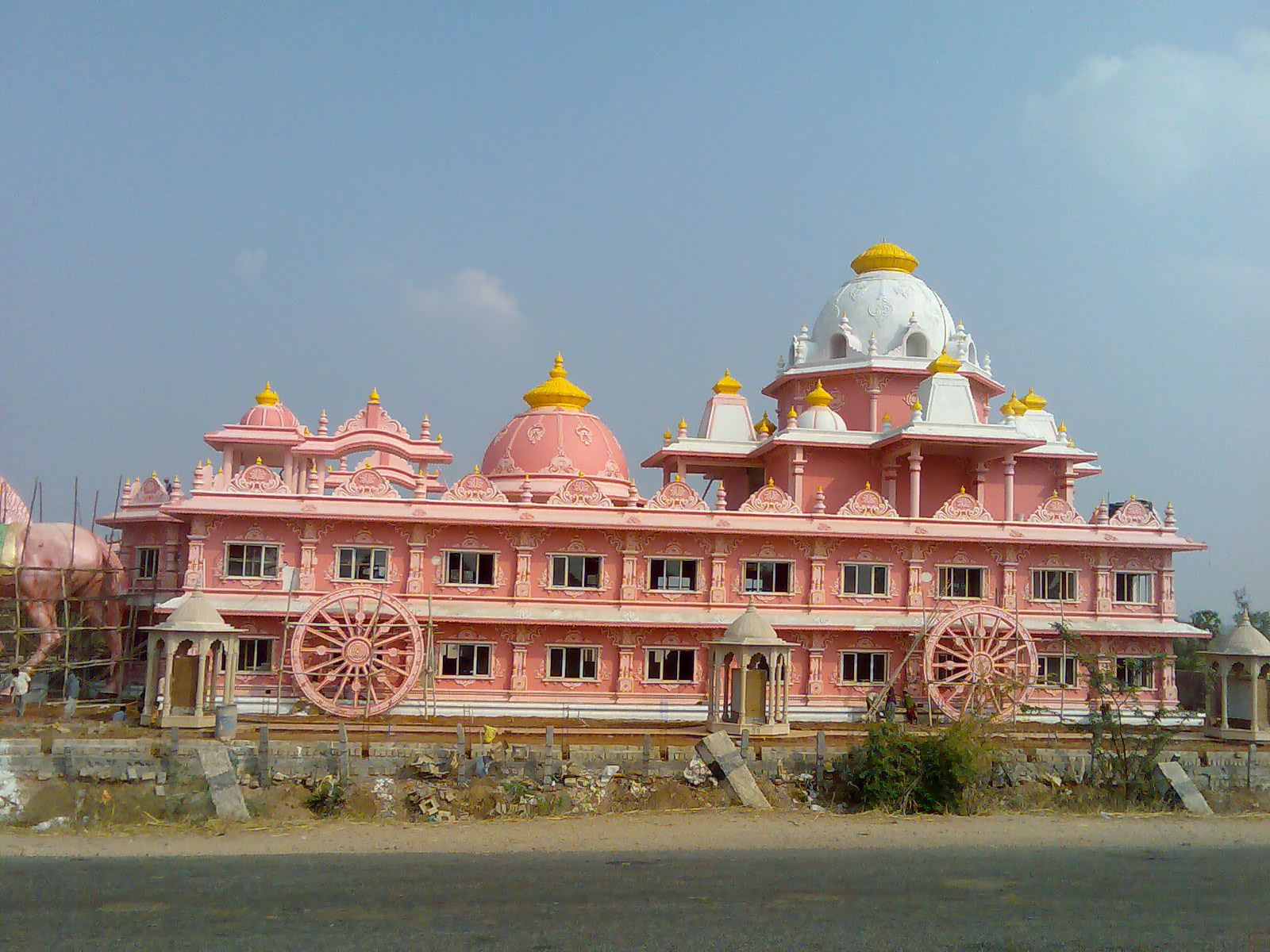
معبد ISKCON در آندرا پرادش